# Sedum orbatum
Sedum orbatum är en fetbladsväxtart som beskrevs av R. Moran, J. Meyrán. Sedum orbatum ingår i Fetknoppssläktet som ingår i familjen fetbladsväxter. Inga underarter finns listade i Catalogue of Life.